# Desmopterus gardineri
Desmopterus gardineri is een slakkensoort uit de familie van de Desmopteridae. De wetenschappelijke naam van de soort is voor het eerst geldig gepubliceerd in 1910 door Tesch.